# Iron Eagle II
Iron Eagle II es una película de acción estadounidense de 1988, dirigida por Sidney J. Furie y protagonizada por  Louis Gossett, Jr. Es la primera secuela de Iron Eagle.

## Argumento
Un grupo de pilotos estadounidenses y soviéticos, pese a sus diferencias, se ven obligados a colaborar para destruir una base de cabezas nucleares instaladas por un país árabe. Pero alguien en Washington tiene el deseos de que esta misión fracase.

## Trama
Dos aviones de Estados Unidos entran en territorio soviético y uno se sorprende poco después el piloto sobreviviente es elegido para una misión conjunta con los pilotos soviéticos para golpear un sitio de una nación enemiga (la nación no se especifica, pero sin duda está cerca de Israel), donde es Durante la construcción de un misil nuclear. El protagonista descubre que un piloto ruso es uno de los hombres que dispararon por su amigo y colega y lo ataca. Gracias a este y otros problemas, la misión puede fracasar y los dos gobiernos (EE. UU. y URSS) decidimos ir a la página con bombas atómicas. Desobedeciendo las órdenes de los miembros de la misión (americano y soviético) deciden golpear el sitio con el fin de evitar una huelga tragedia atómica a la población local.

## Reparto
| Personaje       | Actor original     | Actor de doblaje - México |
| --------------- | ------------------ | ------------------------- |
| Chappy Sinclair | Louis Gossett, Jr. | Álvaro Tarcicio           |
| Matt Cooper     | Mark Humphrey      | Salvador Delgado          |
| Doug Masters    | Jason Gedrick      | Sergio Bonilla            |
| Kushkin         | Uri Gavriel        | Marcos Patiño             |
| Balyonev        | Mark Ivanir        | Ricardo Hill              |
| Sgto. Downs     | Maury Chaykin      | Eduardo Borja             |

## Clasificación
Esta película fue clasificada por MPAA en Estados Unidos como, PG